# Alessandro Mazzola (pintor)

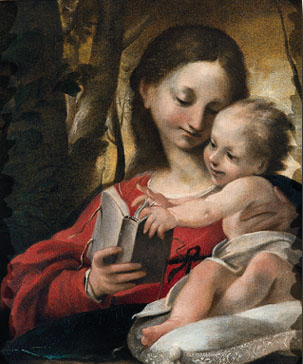
Virgen con niño, Banca Popolare dell'Emilia Romagna.

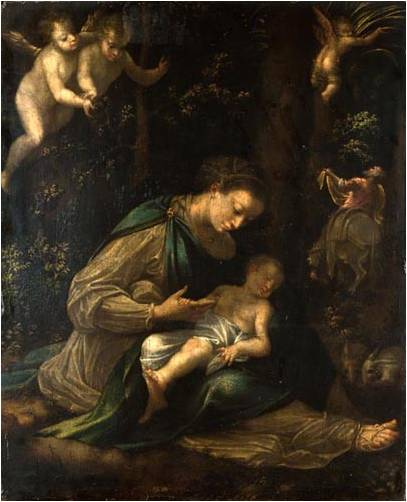
Descanso en la huida a Egipto, Museo Poldi Pezzoli.

Alessandro Michele Bedoli (Parma, 13 de agosto de 1533 - Parma, 1608) o Alessandro Mazzola (pues su padre adquirió el apellido de la familia de su esposa, más ilustre), fue un pintor manierista italiano.

## Biografía
Perteneció a una de las más importantes estirpes pictóricas parmesanas, pues era hijo de Girolamo Mazzola Bedoli y de Caterina Elena Mazzola, hija de Pier Ilario Mazzola. Se formó en el taller de su padre, y parece que las primeras muestras de su arte hay que buscarlas en los frescos que este pintó en San Giovanni Evangelista en Parma (Santa Cecilia). La Sagrada Familia con San Francisco que pintó con la ayuda de su padre nos muestra lo limitado de su talento.
Se hizo cargo de las decoraciones ornamentales de la Steccata, que su padre decoró al fresco. Sin embargo, como artista individual nunca alcanzó la talla de Bedoli, pues sus figuras son poco gráciles y exentas de la presencia requerida, llegando a veces incluso a lo caricaturesco.
En su San Roque para la iglesia de Santa Margherita en Colorno consigue una obra de cierta envergadura. Un fondo paisajístico de interés y un acertado uso del color la destacan dentro del catálogo de Mazzola.
A la muerte de su padre consiguió hacerse cargo de las decoraciones de las naves menores del Duomo de Parma. Sin la influencia paterna, esta obra se decanta hacia el romanismo que artistas como Lattanzio Gambara y Bernardino Gatti habían dado a conocer en Parma.
A partir de entonces, su arte sufre una triste involución, limitándose a reaprovechar modelos de las obras paternas, hasta el punto de resultar casi mimético. Se convierte en un artesano sin ninguna ambición artística propia, que se limita a hacer nuevas versiones de antiguos cuadros de Mazzola Bedoli, pero sin el talento de éste.

## Obras destacadas
- Santa Cecilia (fresco, c.1550-60, San Giovanni Evangelista, Parma)
- Sagrada Familia con San Francisco (Museum of Fine Arts, Budapest), en colaboración con su padre
- Virgen con Niño y San Juanito (Colección Sebô, Budapest)
- Inmaculada Concepción con Santa Lucía y San Homobono (1565-70, Santa Maria Assunta del Castello, Viadana)
- Virgen con niño y los santos Pedro y Lucas (Sant'Alessandro, Parma)
- San Roque es muerto por los placentinos (Santa Margherita, Colorno)
- Frescos de las naves menores del Duomo de Parma (1569-71)
- Virgen con Niño, San Jerónimo y ángeles (c. 1572, Galleria Nazionale, Parma)
- Retrato de Ranuccio I Farnese niño (1576, Galleria Nazionale, Parma)
- San Juan Bautista (1580, San Sisto, Piacenza)
- Descanso en la huida a Egipto (Museo Poldi Pezzoli, Milán)
- Retrato de muchacha (Museo Nazionale, Nápoles)
- Adoración de los Pastores (c. 1595, San Tommaso, Parma)
- Virgen con Niño y los santos Biagio, Isabel, Rosa, santo dominicano y ángel (c. 1595, Pinacoteca Nazionale, Parma)
- Virgen en la gloria y el anillo de Santa Catalina de Siena(1604)
- San Antonio y María Magdalena (1605, iglesia de la Steccata, Parma)